# ورنر کمپف
ورنر کمپف (به آلمانی: Werner Kempf) (۹ مارس ۱۸۸۶، ۶ ژانویه ۱۹۶۴) نظامی بلندپایه آلمانی در دوره رایش سوم بود فرماندهی یگان‌های مختلف را در جنگ جهانی دوم بر عهده داشت.
کمپف در سال ۱۹۰۷ به نیروی زمینی امپراتوری آلمان پیوست. پس از جنگ جهانی اول در رایشسور مشغول به خدمت شد. در اکتبر ۱۹۳۷ به فرماندهی تیپ چهارم زرهی رسید. با آغاز جنگ جهانی دوم کمپف فرمانده لشکری به نام لشکر زرهی کمپف شد که زیر نظر ارتش سوم به فرماندهی گئورگ فون کوشلر فعالیت می‌کرد و در تهاجم به لهستان شرکت داشت. با پایان نبرد لهستان لشکر او به پروس شرقی بازگشت و کمپف فرمانده لشکر ششم زرهی شد.
وی در مقام فرماندهی این لشکر در نبرد فرانسه حاضر بود و به خاطر نقشش در سلطه بر فرانسه در ۳ ژوئن ۱۹۴۰ نشان عالی صلیب شوالیه صلیب آهنین را دریافت کرد. روز ۶ ژانویه ۱۹۴۰ فرمانده سپاه ۴۸ زرهی شد که زیر نظر گروه زرهی ۱ از گروه ارتش جنوب و در عملیات بارباروسا شرکت داشت و در نبرد اومان و نبرد کی‌یف جنگید. در ۵ مه ۱۹۴۲ فرمانده کل این سپاه شد. در ژوئیه ۱۹۴۳ در مقام فرمانده واحد کمپف در نبرد کورسک جنگید. از مه تا سپتامبر ۱۹۴۴ فرمانده ورماخت در بالتیک بود. وی در مه ۱۹۴۵ دستگیر شد و دو سال بعد آزاد شد. وی در نهایت در ۶ ژانویه ۱۹۶۴ در باد هارتسبورگ در آلمان غربی درگذشت.